# Gruda
 Ovo je glavno značenje pojma Gruda. Za druga značenja pogledajte Gruda (razdvojba).
Gruda je mjesto u Konavlima, u Dubrovačko-neretvanskoj županiji udaljeno od Dubrovnika 30 km. 
Smješteno je podno Ilijinog brda, na samom rubu Konavoskog polja, okrenuto put sjevera. Na Grudi živi oko 800 ljudi, a pod Grudu se ubrajaju i zaseoci Bačev Do' (zapadno) i Tušići (istočno). U bližoj okolici protječu dvije rijeke: Ljuta i Konavočica koje se spajaju na Sastavu koje je nekad bilo omiljeno kupalište grudske mladeži.

## Gospodarstvo
Gruda, kao i općenito Konavle, pretežno je agrarni kraj, i nema veliku industrijsku tradiciju. Od davnina ovdje je poznata prerada poljoprivrednih proizvoda, ali tada se nije radilo za neko veće tržište, već samo za vlastite potrebe prehrane. Prerada maslina i obrada vinove loze onda su bila neizbježna za sva kućanstva.
Danas Gruda slovi kao gospodarsko središte Konavala, prvenstveno zahvaljujući pogodnom geografskom položaju. Kao i u prošlosti, uzgajanje vinove loze primarna je poljoprivredna grana koja je i zaštitni znak ovog kraja. Sukladno s ogromnim vinogradskim površinama, na Grudi je otvorena vinarija, koja otkupljuje vino od konavoskih vinara. Vinarija je u domovinskom ratu prestala s radom i bila zapuštena, te se sad polako obnavljaju prijeratni potencijali.

## Šport
Od sporta na Grudi djeluju nogometni klub »Slaven« te boćarski klub »Slaven«. Ljeti se na Grudi održava amaterski turnir u nogotenisu, koji postaje sve popularniji sport ovog kraja. Turnir je postao tradicionalan i održava se svake godine. Na Grudi djeluje i Škola košarke "Konavle".

## Povijest
Okolica Grude naseljena je još u pretpovijesti i antici. Iz tih vremena datira naselje Jarić-grad.
Gruda se prvi put spominje negdje početkom 17. stoljeća, i to kao Držojevići, koji su se u 19. stoljeću prezvali u Gruda.
1881. se otvara osnovna škola.
01.06.1936. u Konavle je sletio prvi avion, na aerodrom Gruda. Aerodrom "Gruda", iako travnat i 27 km udaljen od Dubrovnika, ipak je služio sve do 1962, kada se izgrađuje veći i bolji u Čilipima. Preko grudskog aerodroma Dubrovnik je bio povezan sa Splitom, Zagrebom, te Bečom, Pragom i Brnom.
Prva automatska telefonska centrala u Grudi je montirana 1938.
1944. se osniva niža gimnazija s đačkim domom. 
Studenoga 1944. godine su nakon tzv. oslobođenjana isti dan u studenome 1944. nakon tzv. oslobođenja. partizani odveli don Ivana Jelinovića s još sedmoricom Konavljana, Antunom Kordom, Cvijetom Bratošem, Nikom Glavićem, Antunom Palijem, Ivom Alamatom, Nikom Cvjetkovićem i Nikom Obradovićem nekamo na Korčulu gdje su ih temeljem prokazivanja i lažne optužbe ubili.

## Stanovništvo
Na Grudi prema popisu stanovništva iz 2011. godine obitava 741 stanovnik.
| broj stanovnika | 435   | 488   | 518   | 531   | 589   | 612   | 657   | 718   | 696   | 726   | 833   | 814   | 856   | 892   | 753   | 741   | 860   |
|                 | 1857. | 1869. | 1880. | 1890. | 1900. | 1910. | 1921. | 1931. | 1948. | 1953. | 1961. | 1971. | 1981. | 1991. | 2001. | 2011. | 2021. |

## Vanjske poveznice
- Gruda On-Line